# Charles Le Roy
Charles Le Roy, né à Paris le 12 février 1726 et mort le 12 décembre 1779, est un médecin français.

## Biographie
Son père, le célèbre horloger Julien Le Roy, lui fit donner une excellente éducation. Comme sa constitution était faible et délicate, le jeune Leroy fut envoyé à Montpellier, où il fit ses études médicales, puis en Italie, d’où il revint directement à Paris. Mais il fut bientôt forcé, toujours pour raison de santé, de revenir à Montpellier, où il se fixa désormais.
Il y fut reçu docteur en 1752, et devint quelques années plus tard professeur à la Faculté de médecine de cette ville. Son enseignement fut très suivi, parce qu’il était plein de solidité et de précision. Sa pratique fut très étendue et ce fut un vrai deuil à Montpellier lorsqu’en 1777, sur les instances de sa famille, il revint à Paris. Mais ce retour dans la capitale lui fut fatal, car il mourut deux ans après.
On lui doit l’invention de l’hygromètre à condensation basée sur la détermination du point de rosée dont il démontra et précisa l’existence en 1731. Il a également contribué à l’Encyclopédie de Diderot et D’Alembert.
Il épousa le 28 janvier 1760 Jeanne Rose de Combelle, fille de Louis de Combelle, écuyer, Jurat de Bordeaux, Consul de la Bourse de Bordeaux, et de Marguerite Dubois. La famille de Combelle était originaire de Montpellier où le père du Jurat était Receveur et payeur à la Cour des Comptes, Aides et Finances de la ville. Charles et Jeanne Rose Le Roy eurent trois filles.

## Publications
- (la) De aquarum mineralium natura et usu, Montpellier, 1758.
- (la) Quæstiones chemicæ duodecim pro cathedra vacante, Montpellier, 1759.
- (la) De purgantibus, Montpellier, 1759.
- Mémoires et observations de médecine, Montpellier, 1766-1784.
- Mélanges de physique, de chimie et de médecine, Paris, 1771.